# Speranskia tuberculata
Speranskia tuberculata är en törelväxtart som först beskrevs av Aleksandr Andrejevitj Bunge, och fick sitt nu gällande namn av Henri Ernest Baillon. Speranskia tuberculata ingår i släktet Speranskia och familjen törelväxter.

## Underarter
Arten delas in i följande underarter:
- S. t. pekinensis
- S. t. tuberculata